# Liste dorischer Stadtgründungen
Eine Liste der im Zuge der Griechischen Kolonisation erfolgten Städtegründungen dorischer Mutterstädte (Korinth, Argos, Mégara, Rhodos, Sparta, Thera) vor den Perserkriegen. Die Städte sind mit ihren ursprünglichen, griechischen Namen gelistet.

## Westliches Mittelmeer
- Akragas
- Gela
- Kamarina
- Kasmenai
- Kroton
- Lipara
- Megara Hyblaea
- Selinus
- Syrakusai
- Ankón
- Taras

## Östliches Mittelmeer und Schwarzes Meer
- Alt-Thera
- Ambrakia
- Anaktorion
- Apollonia (Cyrenaika)
- Apollonia (Makedonia)
- Aspendos
- Astakos
- Barke
- Byzantion
- Chersonesos
- Epidamnos
- Euhesperides
- Halikarnassos
- Herakleia Pontike
- Kalchedon
- Kallipolis
- Kos
- Kallatis
- Korkyra
- Kyrene
- Leukas
- Mallos
- Mesambria
- Phaselis
- Poteidaia
- Selymbria
- Sollion
- Soloi
- Taucheira